# 永谷敬之
永谷 敬之（ながたに たかゆき、1977年6月30日 - ）は、日本のアニメプロデューサー。広島県出身。株式会社インフィニット代表取締役。元スターチャイルド、バンダイビジュアル、エモーション所属。

## 人物
バンダイビジュアル所属時代にプロデューサーとして参加した『true tears』がきっかけで、アニメ制作を担当したP.A.WORKSの多くの作品のプロデュースを手掛け、関連イベントにも積極的に参加するなど、同社作品のファンからは『ナガッチョ』の愛称で親しまれている。この愛称は、キングレコード在籍時に上司から付けられたもので、猪八戒が由来となっている。
エモーション退社後、2010年に千葉県船橋市にて設立したアニメプロデュース会社「株式会社インフィニット」の代表取締役に就任し、アニメ作品のプロデュースにあたっている。
広島東洋カープファンである。

## 作品リスト

### テレビアニメ
2001年
- RAVE（アシスタントプロデューサー）

2002年
- 陸上防衛隊まおちゃん（アシスタントプロデューサー）

2003年
- D.C. 〜ダ・カーポ〜（アシスタントプロデューサー）

2005年
- こみっくパーティーRevolution（プロデューサー）
- ToHeart2（プロデューサー）

2006年
- うたわれるもの（プロデュース協力）

2007年
- sola（プロデューサー）
- もえたん（プロデューサー）

2008年
- true tears（プロデューサー）
- 狂乱家族日記（プロデューサー）

2009年
- CANAAN（プロデュース）
- ティアーズ・トゥ・ティアラ（プロデュース）

2011年
- 花咲くいろは（プロデュース）

2012年
- TARI TARI（プロデュース）

2013年
- D.C.III 〜ダ・カーポIII〜（プロデューサー）
- はたらく魔王さま！（プロデュース）
- 凪のあすから（プロデュース）

2014年
- グラスリップ（プロデュース）
- 天体のメソッド（プロデュース）
- SHIROBAKO（プロデュース）

2016年
- クロムクロ（プロデュース）
- レガリア The Three Sacred Stars（プロデュース）
- フリップフラッパーズ（プロデュース）
- 装神少女まとい（プロデュース）

2017年
- ゼロから始める魔法の書（プロデュース）

2018年
- citrus（プロデュース）
- 天狼 Sirius the Jaeger（プロデュース）
- 色づく世界の明日から（プロデュース）

2019年
- グランベルム（プロデュース）

2020年
- ひぐらしのなく頃に業（プロデュース）
- A3!（プロデュース）

2021年
- ひぐらしのなく頃に卒（プロデュース）
- 白い砂のアクアトープ（プロデュース）

2022年
- はたらく魔王さま!!（プロデュース）

2023年
- 私の百合はお仕事です!（プロデュース）

2024年
- 恋は双子で割り切れない（エグゼクティブプロデューサー）

### その他のアニメ
2003年
- エイケン エイケンヴより愛をこめて（宣伝担当）

2006年
- あゆまゆ劇場（プロデューサー）

2008年
- 快盗天使ツインエンジェル（プロデューサー）

2013年
- 劇場版 花咲くいろは HOME SWEET HOME（プロデュース）
- 恋旅〜True Tours Nanto（企画協力）
- Planet:Valkyrie（プロデュース）

2020年
- 劇場版 SHIROBAKO（音楽プロデューサー、プロデュース、予告編制作）